# Creep Catchers
Les Creep Catchers sont des individus et groupes indépendants qui cherchent à prévenir les abus sexuels sur mineur : se faisant passer pour des mineurs, ils participent à des salons de discussion et des sites de rencontres pour attirer des adultes voulant rencontrer un enfant à des fins sexuelles, puis dénoncent ces adultes en publiant des vidéos de la confrontation qui suit la prise de contact. En se présentant comme des enfants afin d'attirer des cyberprédateurs avant de dénoncer leurs actes, le modus operandi du mouvement présente des similarités avec la série To Catch a Predator, excepté qu'aucun policier n'est présent lors de la confrontation, qui généralement a lieu en public.

## Fonctionnement
Les Creep Catchers laissent à leur cible l'occasion de s'exprimer en public (par une confession ou une explication) avant de publier leur vidéo et leurs archives de conversations (en) sur un site central et sur divers réseaux sociaux. Quand ils se montrent coopératifs, les suspects reçoivent un sermon dans une intimité relative ; en revanche, les suspects combatifs ou ceux qui ont conduit des conversations particulièrement explicites sont dénoncés à grand fracas et tournés en ridicule de façon crue. Les réactions du public et des autorités aux groupes de Creep Catchers sont contrastées : certains approuvent l'intention de protéger contre les abus sur mineurs mais d'autres s'inquiètent du vigilantisme mené par des amateurs sans formation. En 2017, Vice.com a produit Age of Consent, un film documentaire qui suit Justin Payne, habitant de Toronto et Creep Catcher indépendant, sans affiliation avec d'autres membres de ce mouvement.

## Histoire
À partir de juillet 2014, Justin Payne commence à démasquer publiquement des adultes qui pensaient rencontrer des mineurs désireux de s'adonner à des activités sexuelles ; il mène ses opérations à Mississauga. Dawson Raymond s'inspire de ces actions et les imite dans sa ville de résidence, Calgary ; il donne à son groupe le nom de Creep Catchers. Raymond et son associé, Slammington, déclarent que rien ne saurait les arrêter pour protéger les enfants qui naviguent sur Internet,. Au 5 janvier 2017, plus de 30 groupes de Creep Catchers sont en activité.
Jonathan Woodward de W5 a tourné une émission sur les Creep Catchers dans plusieurs régions ainsi de leurs membres. Ce documentaire s'est intéressé au versant non visible de leurs opérations, ainsi que le récit d'un policier dont une enquête sur un pédocriminel a été gâchée par des Creep Catchers.

## Confrontations
En juin 2016, deux Creep Catchers de Penticton démasquent un homme qui, visiblement, espérait rencontrer une adolescente de 14 ans. Le 15 août 2016, deux Creep Catchers de Surrey démasquent un employé de la Coast Mountain Bus Company (en) en présentant les preuves qu'il a cherché à rencontrer un adolescent de 14 ans. L'homme s'enfuit en voiture alors qu'il est filmé. La Gendarmerie royale du Canada (GRC) classe son dossier et l'employeur de l'homme ouvre une enquête interne. En août 2016, un employé des logements étudiants à l'Université de la Colombie-Britannique, dont le casier judiciaire contenait quatre condamnations relatives à ses approches sur un enfant de moins de 14 ans en 2008, est démasqué par les Creep Catchers alors qu'il cherchait à rencontrer une adolescente de 15 ans (en réalité un Creep Catcher) et lui a envoyé des photos de son pénis ; cet employé, en pleurs, a formulé d'abondantes excuses. Le 7 septembre 2016, des Creep Catchers de Surrey surprennent un agent de la GRC en civil qui aurait essayé de rencontrer une adolescente de 14 ans. Le 16 septembre, la GRC annonce qu'un officier de police est accusé de communiquer avec une personne de moins de 16 ans à des fins d'actes sexuels. Le 21 octobre 2016, les Creep Catchers de Fraser Valley publient une vidéo montrant, selon eux, le principal d'une école élémentaire dans un centre commercial où il pensait rencontrer une adolescente de 14 ans disposée à un rapport sexuel,. Le 3 avril 2017, les CReep Catchers dénoncent un fonctionnaire de Langley qui pensait rencontrer une adolescente de 13 ans disposée à un rapport sexuel.

## Réactions
Certains auteurs, comme John Gormley estiment que les Creep Catchers, malgré leurs bonnes intentions, s'exposent au danger, ainsi que leurs suspects ; ils interfèrent dans des enquêtes officielles et leurs actions ne cadrent pas avec l'État de droit. D'autres journaux déclarent que les groupes de Creep Catchers bénéficient de la bienveillance publique et qu'ils encouragent la police à s'appuyer sur eux pour éliminer des suspects.
En 2016, Sean Smith, chroniqueur des médias sociaux, a critiqué le mouvement des Creep Catchers. En réponse, Ryan Laforge (un Creep Catcher) le traite de pédophile. En mars 2017, Smith intente une action en justice contre Laforge pour diffamation. Il s'agit alors de la seconde plainte visant Laforge.
Jason Proctor de CBC News annonce que ces mouvements de chasseurs de pédocriminels en ligne, s'ils ne sont pas nouveaux, ont été encouragés par leurs premiers succès mais découragés par « un chœur de commandants de police »,. Jon Woodward, de la série W5, a filmé son enquête sur les Creep Catchers dans diverses régions du Canada.
Le mouvement des Creep Catchers essuie d'importantes critiques en 2017 quand le public apprend que l'une de ses cibles était un jeune adulte de 21 ans souffrant de retard du développement et de handicap mental. Les historiques de discussion n'ont pas montré de conversations portant sur le sexe.